# جوزيف أرمسترونغ
جوزيف أرمسترونغ (بالإنجليزية: Joseph Armstrong)‏ (10 أكتوبر 1892 - 14 مايو 1966) هو لاعب كرة قدم بريطاني (وحمل سابقاً جنسية المملكة المتحدة لبريطانيا العظمى وأيرلندا) في مركز الوسط. لعب مع شيفيلد وينزداي.